# Esqui alpino na Universíada de Inverno de 2013
As competições de esqui alpino na Universíada de Inverno de 2013 foram disputadas no Nouva Cima Uomo em San Pellegrino Pass, em Moena e na Alloch Piste em Pozza di Fassa, ambos na Itália entre 13 e 20 de dezembro de 2013.

## Calendário
| Esqui alpino   | Dezembro  | Dezembro  | Dezembro  | Dezembro  | Dezembro  | Dezembro  | Dezembro  | Dezembro  | Dezembro  | Dezembro  | Dezembro  | Dezembro  |
| Esqui alpino   | 10        | 11        | 12        | 13        | 14        | 15        | 16        | 17        | 18        | 19        | 20        | 21        |
| Masculino      | Masculino | Masculino | Masculino | Masculino | Masculino | Masculino | Masculino | Masculino | Masculino | Masculino | Masculino | Masculino |
| -------------- | --------- | --------- | --------- | --------- | --------- | --------- | --------- | --------- | --------- | --------- | --------- | --------- |
| Descida livre  |           |           |           | 1         |           |           |           |           |           |           |           |           |
| Supergigante   |           |           |           |           | 1         |           |           |           |           |           |           |           |
| Slalom         |           |           |           |           |           |           |           |           |           | 1         |           |           |
| Slalom gigante |           |           |           |           |           |           |           | 1         |           |           |           |           |
| Combinado      |           |           |           |           |           |           |           |           |           | 1         |           |           |
| Feminino       |           |           |           |           |           |           |           |           |           |           |           |           |
| Descida livre  |           |           |           | 1         |           |           |           |           |           |           |           |           |
| Supergigante   |           |           |           |           |           | 1         |           |           |           |           |           |           |
| Slalom         |           |           |           |           |           |           |           |           |           |           | 1         |           |
| Slalom gigante |           |           |           |           |           |           |           |           | 1         |           |           |           |
| Combinado      |           |           |           |           |           |           |           |           |           |           | 1         |           |

|  | Treino não oficial |  | Treino oficial |  | Dia de competição |  | Dia de final |

## Medalhistas
| Evento         | Ouro                        | Prata                   | Bronze                  |
| Masculino      | Masculino                   | Masculino               | Masculino               |
| -------------- | --------------------------- | ----------------------- | ----------------------- |
| Descida livre  | ITA Davide Cazzaniga        | FRA Blaise Giezendanner | ITA Guglielmo Bosca     |
| Supergigante   | FRA Blaise Giezendanner     | FRA Nicolas Raffort     | ITA Guglielmo Bosca     |
| Slalom         | FIN Joonas Rasanen          | SVK Adam Zampa          | CZE Kryštof Krýzl       |
| Slalom gigante | FRA Jonas Fabre             | FRA Thibaut Favrot      |                         |
| Slalom gigante | FRA Jonas Fabre             | ITA Giulio Bosca        |                         |
| Combinado      | MON Olivier Jenot           | FRA Blaise Giezendanner | CZE Ondrej Berndt       |
| Feminino       |                             |                         |                         |
| Descida livre  | RUS Valentina Golenkova     | SVK Jana Gantnerová     | POL Karolina Chrapek    |
| Supergigante   | ITA Giulia Borgetti         | POL Karolina Chrapek    | RUS Valentina Golenkova |
| Slalom         | SRB Nevena Ignjatović       | SUI Margaux Givel       | CZE Martina Dubovska    |
| Slalom gigante | POL Maryna Gąsienica-Daniel | AUT Michelle Morik      | SWE Veronica Smedh      |
| Combinado      | SVK Jana Gantnerová         | SVK Barbara Kantorova   | BLR Maria Shkanova      |

## Quadro de medalhas
| Ordem | País             | Medalha de ouro | Medalha de prata | Medalha de bronze |    |
| ----- | ---------------- | --------------- | ---------------- | ----------------- | -- |
| 1     | FRA França       | 2               | 4                |                   | 6  |
| 2     | ITA Itália       | 2               | 1                | 2                 | 5  |
| 3     | SVK Eslováquia   | 1               | 3                |                   | 4  |
| 4     | POL Polônia      | 1               | 1                | 1                 | 3  |
| 5     | RUS Rússia       | 1               |                  | 1                 | 2  |
| 6     | FIN Finlândia    | 1               |                  |                   | 1  |
|       | MON Mônaco       | 1               |                  |                   | 1  |
|       | SRB Sérvia       | 1               |                  |                   | 1  |
| 9     | AUT Áustria      |                 | 1                |                   | 1  |
|       | SUI Suíça        |                 | 1                |                   | 1  |
| 11    | CZE Chéquia      |                 |                  | 3                 | 3  |
| 12    | BLR Bielorrússia |                 |                  | 1                 | 1  |
|       | SWE Suécia       |                 |                  | 1                 | 1  |
| TOTAL | TOTAL            | 10              | 11               | 9                 | 30 |